# Поліноми Ґеґенбауера
Поліноми Ґеґенбауера або ультрасфери́чні поліноми — поліноми, ортогональні на відрізку [−1,1] з вагою {\displaystyle (1-z^{2})^{\alpha -1/2}} і є узагальненням поліномів Лежандра і Чебишева. Їх можна явно записати у вигляді суми
{\displaystyle C_{n}^{(\alpha )}(z)=\sum _{k=0}^{\lfloor n/2\rfloor }(-1)^{k}{\frac {\Gamma (n-k+\alpha )}{\Gamma (\alpha )k!(n-2k)!}}(2z)^{n-2k}=\sum _{k=0}^{\lfloor n/2\rfloor }{\frac {(-1)^{k}(\alpha )_{n-k}}{k!(n-2k)!}}(2z)^{n-2k},}
де {\displaystyle \Gamma (s)} — гамма-функція, {\displaystyle \lfloor n/2\rfloor } позначає цілу частину числа {\displaystyle n/2}, а {\displaystyle (\cdot )_{m}} — символ Похгаммера.
Щоб вагова функція була дійснозначною та інтегровною часто накладають обмеження {\displaystyle \alpha >-{\tfrac {1}{2}}}, хоча більшість формальних співвідношень залишаються справедливими для довільного {\displaystyle \alpha }.
Згідно наведено вище означення {\displaystyle C_{n}^{(0)}(z)=0} і часто у випадку {\displaystyle \alpha =0} функцію {\displaystyle C_{n}^{(0)}(z)} перевизначають окремо (див. розділ «Зв'язок з іншими функціями»).
Поліноми Ґеґенбауера є частковим випадком  поліномів Якобі. Вперше введені у 1875 році в докторській дисертації австрійського математика Леопольда Ґеґенбауера (1849—1903) та були пізніше названі на його честь. Варто відзначити, що після захисту дисертації протягом наступних трьох років Л. Ґеґенбауер працював професором математики в Чернівецькому університеті, на той час — Університеті Франца-Йосифа (нім. Franz-Josephs-Universität).

## Приклади

Графіки поліномів Ґеґенбауера при

Перші шість поліномів Ґеґенбауера:
{\displaystyle {\begin{aligned}C_{0}^{\alpha }(z)&=1,\\C_{1}^{\alpha }(z)&=2\alpha z,\\C_{2}^{\alpha }(z)&=2\alpha (1+\alpha )z^{2}-\alpha ,\\C_{3}^{\alpha }(z)&={\tfrac {4}{3}}\alpha (1+\alpha )(2+\alpha )z^{3}-2\alpha (1+\alpha )z,\\C_{4}^{\alpha }(z)&={\tfrac {2}{3}}\alpha (1+\alpha )(2+\alpha )(3+\alpha )z^{4}-2\alpha (1+\alpha )(2+\alpha )z^{2}+{\tfrac {1}{2}}\alpha (1+\alpha ),\\C_{5}^{\alpha }(z)&={\tfrac {4}{15}}\alpha (1+\alpha )(2+\alpha )(3+\alpha )(4+\alpha )z^{5}-{\tfrac {4}{3}}\alpha (1+\alpha )(2+\alpha )(3+\alpha )z^{3}+\alpha (1+\alpha )(2+\alpha )z.\end{aligned}}}

## Значення в деяких точках
Мають місце такі співвідношення:
- при {\displaystyle x=0}

{\displaystyle C_{2n}^{(\alpha )}(0)={\frac {(-1)^{n}(\alpha )_{n}}{(n)!}}},       {\displaystyle C_{2n-1}^{(\alpha )}(0)=0;}
- при {\displaystyle x=1}

{\displaystyle C_{n}^{(\alpha )}(1)={\frac {(2\alpha )_{n}}{n!}};}
- при {\displaystyle x=-1}

{\displaystyle C_{n}^{(\alpha )}(-1)=(-1)^{n}{\frac {(2\alpha )_{n}}{n!}}.}

## Властивості
- Функція {\displaystyle C_{n}^{(\alpha )}(z)} є поліномом степеня {\displaystyle n} відносно {\displaystyle z} та {\displaystyle \alpha } і визначена для довільних {\displaystyle z,\alpha \in \mathbb {C} }.

- Як і всі ортогональні поліноми функція {\displaystyle C_{n}^{(\alpha )}(z)}, {\displaystyle \alpha >-{\tfrac {1}{2}}}, має тільки прості нулі, які всі лежать на відрізку {\displaystyle [-1,1]}. Нулі розташовані симетрично відносно початку координат. Нулі поліномів {\displaystyle C_{n}^{(\alpha )}(z)} та {\displaystyle C_{n+1}^{(\alpha )}(z)} чергуються.

Позначимо через {\displaystyle x_{m},m=1,\ldots ,n,} нулі многочлена {\displaystyle C_{n}^{(\alpha )}(z)} розташовані у порядку спадання:
{\displaystyle C_{n}^{(\alpha )}(x_{m})=0,\qquad -1<x_{n}<x_{n-1}<\cdots <x_{1}<1,}
Нулі розташовані симетрично {\displaystyle x_{m}=-x_{n-m},m=1,\ldots ,[n/2],}. Для нулів на інтеравалі [0,1] введемо позначення
{\displaystyle x_{m}=\cos(\theta _{m}),\quad \theta _{1}<\cdots <\theta _{m},\quad m=1,\ldots ,[n/2].}
Тоді мають місце оцінки:
{\displaystyle \left(m-{\frac {1}{2}}\right){\frac {\pi }{n}}\leq \theta _{m}\leq {\frac {m\pi }{n+1}},\quad m=1,\ldots ,[n/2].}
- Поліном {\displaystyle C_{n}^{(\alpha )}(z)} містить члени лише тієї ж парності, що й саме число {\displaystyle n}:

{\displaystyle C_{n}^{(\alpha )}(-z)=(-1)^{n}C_{n}^{(\alpha )}(z),\quad n=0,1,2,\ldots .}

## Зв'язок з іншими функціями
- Поліноми Лежандра {\displaystyle P_{n}(z)} є частковим випадком поліномів Ґеґенбауера при {\displaystyle \alpha ={\tfrac {1}{2}}}:

{\displaystyle P_{n}(z)=C_{n}^{(1/2)}(z).}
У загальному випадку поліноми Ґеґенбауера півцілого верхнього індексу можна виразити через поліноми Лежандра:
{\displaystyle C_{n}^{\left(m+{\tfrac {1}{2}}\right)}(z)=\sum _{k_{1}=0}^{n}\cdots \sum _{k_{2m+1}=0}^{n}\delta _{n,l}\prod _{j=1}^{2m+1}P_{k_{j}}(z),\quad l=\sum _{j=1}^{2m+1}k_{j},}
де {\displaystyle \delta _{n,l}} — символ Кронекера, або через похідну від полінома Лежандра:
{\displaystyle C_{n}^{\left(m+{\tfrac {1}{2}}\right)}(z)={\frac {2^{m}m!}{(2m)!}}{\frac {d^{m}}{dz^{m}}}P_{n+m}(z),\quad m=0,1,2,\ldots .}
- Приєднана функція Лежандра першого роду також може бути виражена через поліноми Ґеґенбауера:

{\displaystyle P_{n}^{m}(z)={\frac {(-1)^{m}}{\sqrt {\pi }}}\Gamma \left(m+{\tfrac {1}{2}}\right)2^{m}(1-z^{2})^{\tfrac {m}{2}}C_{n-m}^{\left(m+{\tfrac {1}{2}}\right)}(z).}
- Поліноми Чебишева першого роду {\displaystyle T_{n}(z)} є частковим випадком поліномів Ґеґенбауера при {\displaystyle \alpha \rightarrow 0}:

{\displaystyle T_{n}(z)={\frac {n}{2}}\lim _{\alpha \rightarrow 0}\left({\frac {1}{\alpha }}C_{n}^{(\alpha )}(z)\right).}
Це співвідношення беруть за означення полінома Ґеґенбауера індекса {\displaystyle \alpha =0}, тобто {\displaystyle C_{n}^{(0)}(z):=T_{n}(z)}.
- Поліноми Чебишева другого роду {\displaystyle U_{n}(z)} є частковим випадком поліномів Ґеґенбауера при {\displaystyle \alpha =1}

{\displaystyle U_{n}(z)=C_{n}^{(1)}(z).}
У загальному випадку поліноми Ґеґенбауера цілого верхнього індексу можна виразити через поліноми Чебишева:
{\displaystyle C_{n}^{(m)}(z)=\sum _{k_{1}=0}^{n}\cdots \sum _{k_{m}=0}^{n}\delta _{n,l}\prod _{j=1}^{m}U_{k_{j}}(z),\quad l=\sum _{j=1}^{m}k_{j},\quad m=1,2,\ldots ,}
де {\displaystyle \delta _{n,l}} — символ Кронекера, або за допомогою операції диференціювання:
{\displaystyle C_{n}^{(m)}(z)={\frac {2^{-m+1}m!}{(m-1)!(n+m)}}{\frac {d^{m}}{dz^{m}}}T_{n+m}(z),\quad m=1,2,\ldots .}
- Поліноми Ерміта також можуть бути виражені як граничний випадок поліномів {\displaystyle C_{n}^{(\alpha )}(z)}:

{\displaystyle H_{n}(z)={\frac {n!}{2}}\lim _{\alpha \rightarrow 0}\left(\alpha ^{-{\tfrac {n}{2}}}C_{n}^{(\alpha )}\left({\frac {z}{\sqrt {\alpha }}}\right)\right).}
- Поліноми Ґеґенбауера можна виразити через скінченний гіпергеометричний ряд:[4]

{\displaystyle C_{n}^{(\alpha )}(z)={\frac {(2\alpha )_{n}}{n!}}\,_{2}F_{1}\left(-n,2\alpha +n;\alpha +{\tfrac {1}{2}};{\tfrac {1}{2}}(1-z)\right),\qquad \alpha +{\tfrac {1}{2}}\neq -n,n\in \mathbb {N} ,}
{\displaystyle C_{2m}^{(\alpha )}(z)=(-1)^{m}{\frac {(\alpha )_{m}}{m!}}\,_{2}F_{1}\left(-m,\alpha +m;{\tfrac {1}{2}};x^{2}\right),\qquad C_{2m+1}^{(\alpha )}(z)=(-1)^{m}{\frac {(\alpha )_{m+1}}{m!}}\,_{2}F_{1}\left(-m,\alpha +m+1;{\tfrac {3}{2}};x^{2}\right).}
Це співвідношення дозволяє розширити означення функції {\displaystyle C_{n}^{(\alpha )}(z)} на випадок довільного дійсного (комплесного) значення індексу {\displaystyle n}. Так означена функція {\displaystyle C_{\beta }^{(\alpha )}(z)} називається функцією Ґеґенбауера і у випадку натурального {\displaystyle \beta } збігається з поліномом Ґеґенбауера.
- Поліноми Ґеґенбауера є частковим випадком поліномів Якобі {\displaystyle P_{n}^{(\mu ,\nu )}(z)} при {\displaystyle \mu =\nu =\alpha -{\tfrac {1}{2}}}:

{\displaystyle C_{n}^{(\alpha )}(z)={\frac {(2\alpha )_{n}}{(\alpha +{\frac {1}{2}})_{n}}}P_{n}^{(\alpha -1/2,\;\alpha -1/2)}(z),}
де {\displaystyle (\cdot )_{n}} — символ Похгаммера.

## Твірна функція та формула Родріга
Твірна функція поліномів Ґеґенбауера :
{\displaystyle {\frac {1}{(1-2zt+t^{2})^{\alpha }}}=\sum _{n=0}^{\infty }C_{n}^{(\alpha )}(z)t^{n}.}
Вони можуть бути виражені за допомогою формули Родріга
{\displaystyle C_{n}^{(\alpha )}(z)={\frac {(-2)^{n}}{n!}}{\frac {\Gamma (n+\alpha )\Gamma (n+2\alpha )}{\Gamma (\alpha )\Gamma (2n+2\alpha )}}(1-z^{2})^{-\alpha +1/2}{\frac {{\rm {d}}^{n}}{{\rm {d}}z^{n}}}\left[(1-z^{2})^{n+\alpha -1/2}\right].}

## Рекурентні співвідношення
Для поліномів Ґеґенбауера виконується рекурентне співвідношення по індексу {\displaystyle n}, яке можна застосовувати для знаходження поліномів при {\displaystyle n\geq 2}:
{\displaystyle C_{0}^{(\alpha )}(z)=1,\quad C_{1}^{(\alpha )}(z)=2\alpha z,\quad C_{n+1}^{(\alpha )}(z)={\frac {1}{n+1}}[2z(n+\alpha )C_{n}^{(\alpha )}(z)-(n+2\alpha -1)C_{n-1}^{(\alpha )}(z)].}
Рекурентне співвідношення по індексу {\displaystyle \alpha }:
{\displaystyle C_{n}^{(\alpha +1)}(z)={\frac {2\alpha z^{2}+2n(z^{2}-1)+4\alpha -1}{2\alpha (z^{2}-1)}}C_{n}^{(\alpha )}(z)+{\frac {(n+2\alpha -2)(n+2\alpha -1)}{4\alpha (\alpha -1)(z^{2}-1)}}C_{n}^{(\alpha -1)}(z).}
Інші формули:
{\displaystyle C_{n}^{(\alpha )}(z)=zC_{n}^{(\alpha )}(z)+{\frac {n+2\alpha -2}{2\alpha -2}}C_{n}^{(\alpha -1)}(z),}
{\displaystyle C_{n}^{(\alpha )}(z)={\frac {(n+1)z}{n+2\alpha }}C_{n+1}^{(\alpha )}(z)-{\frac {2\alpha (z^{2}-1)}{n+2\alpha }}C_{n}^{(\alpha +1)}(z),}
{\displaystyle n(n+2\alpha )C_{n}^{(\alpha )}(z)-2\alpha (2\alpha +1)zC_{n-1}^{(\alpha +1)}(z)-4\alpha (\alpha +1)(z^{2}-1)C_{n-2}^{(\alpha +2)}(z)=0.}

## Диференціальні властивості
Похідна полінома Ґеґенбауера виражається через поліном зі зміщеним індексом
{\displaystyle {\frac {d}{dz}}C_{n}^{(\alpha )}(z)=2\alpha C_{n-1}^{(\alpha +1)}(z)}
або у загальному випадку
{\displaystyle {\frac {d^{m}}{dz^{m}}}C_{n}^{(\alpha )}(z)=2^{m}(\alpha )_{m}C_{n-m}^{(\alpha +m)}(z).}
Похідна від добутку на вагову функцію
{\displaystyle {\frac {d}{dz}}\left((1-z^{2})^{\alpha -{\tfrac {1}{2}}}C_{n}^{(\alpha )}(z)\right)=-{\frac {(n+1)(n+2\alpha +1)}{2(\alpha -1)}}(1-z^{2})^{\alpha -{\tfrac {3}{2}}}C_{n+1}^{(\alpha -1)}(z).}
Похідна полінома Ґеґенбауера по параметру {\displaystyle \alpha } також може бути обчислена через поліноми за наступною формулою:
{\displaystyle {\frac {d}{d\alpha }}C_{n}^{(\alpha )}(z)=\sum _{k=0}^{n-1}\left({\frac {2(1+(-1)^{n-k})(k+\alpha )}{(n+k+2\alpha )(n-k)}}C_{k}^{(\alpha )}(z)+\left({\frac {2(k+1)}{(k+2\alpha )(2k+2\alpha +1)}}+{\frac {2}{(n+k+2\alpha )}}\right)C_{n}^{(\alpha )}(z)\right).}

### Диференціальне рівняння
Поліноми Ґеґенбауера є частковим розв'язком диференціального рівняння, яке називають рівнянням Ґеґенбауера 
{\displaystyle (1-z^{2}){\frac {{\rm {d}}^{2}y(z)}{{\rm {d}}z^{2}}}-(2\alpha +1)z{\frac {{\rm {d}}y(z)}{{\rm {d}}z}}+n(n+2\alpha )y(z)=0.}
Загальний розв'язок вказаного рівняння зображується у вигляді
{\displaystyle y(z)=AC_{n}^{(\alpha )}(z)+B(1-z^{2})^{\frac {1-2\alpha }{4}}Q_{n+\alpha -{\tfrac {1}{2}}}^{{\tfrac {1}{2}}-\alpha }(z),}
де {\displaystyle Q_{\nu }^{\mu }(z)} — приєднана функція Лежандра другого роду, {\displaystyle A,B} — довільні сталі.

## Ортогональність
Зауваження. Всі співвідношення цього розділу справедливі за умови {\displaystyle \alpha >-{\tfrac {1}{2}}}, {\displaystyle -1\leq z\leq 1}.
Для заданого {\displaystyle \alpha >-{\tfrac {1}{2}}} поліноми Ґеґенбауера ортогональні на відрізку [−1,1] с вагою {\displaystyle (1-z^{2})^{\alpha -1/2}}, тобто (при {\displaystyle n\neq m}),
{\displaystyle \int _{-1}^{1}C_{n}^{(\alpha )}(z)C_{m}^{(\alpha )}(z)(1-z^{2})^{\alpha -1/2}\,{\rm {d}}z=0,}
причому виконується умова нормування 
{\displaystyle \|C_{n}^{(\alpha )}(z)\|^{2}=\int _{-1}^{1}\left[C_{n}^{(\alpha )}(z)\right]^{2}(1-z^{2})^{\alpha -1/2}\,{\rm {d}}z={\frac {2^{1-2\alpha }\pi \Gamma (n+2\alpha )}{n!(n+\alpha )[\Gamma (\alpha )]^{2}}}.}
Як наслідок, функції
{\displaystyle \psi _{n}^{\alpha }(z):={\frac {2^{{\tfrac {1}{2}}-\alpha }{\sqrt {\pi \Gamma (n+2\alpha )}}}{\Gamma (\alpha ){\sqrt {n!(n+\alpha )}}}}(1-z^{2})^{\frac {1-2\alpha }{4}}C_{n}^{(\alpha )}(z),\quad n=0,1,2,\ldots ,}
утворюють ортонормований базис у просторі {\displaystyle L^{2}[-1,1]}. Довільна функція {\displaystyle f(z)\in L^{2}[-1,1]} може бути розвинена в узагальнений ряд Фур'є по набору функцій {\displaystyle \{\psi _{n}^{\alpha }(z)\}_{n=0}^{\infty }}:
{\displaystyle f(z)=\sum _{k=0}^{\infty }f_{k}\psi _{k}^{\alpha }(z),\quad f_{k}=\int _{-1}^{1}f(z)\psi _{k}^{\alpha }(z)dz.}
Також розвинення можна будувати безпосередньо по многочленах Ґеґенбауера у ваговому просторі Лебега {\displaystyle L_{w}^{2}[-1,1]}:
{\displaystyle L_{w}^{2}[-1,1]:=\left\{f(z):\int _{-1}^{1}f^{2}(z)w(z)dz<\infty \right\},\quad w(z)=(1-z^{2})^{\alpha -1/2},}
за формулами:
{\displaystyle f(z)=\sum _{k=0}^{\infty }f_{k}C_{k}^{(\alpha )}(z),\quad f_{k}={\tfrac {1}{N_{k}}}\int _{-1}^{1}f(z)C_{k}^{(\alpha )}(z)dz,\quad N_{k}={\frac {2^{1-2\alpha }\pi \Gamma (k+2\alpha )}{k!(k+\alpha )[\Gamma (\alpha )]^{2}}}.}

### Приклади розвинень
{\displaystyle \operatorname {sgn}(z)=4\sum _{k=0}^{\infty }{\frac {(-1)^{k}(\alpha )_{k}}{(2k+1)(2k+2\alpha +1)k!}}{\frac {C_{2k+1}^{(\alpha )}(z)}{N_{2k+1}}},}
де {\displaystyle \operatorname {sgn}(z)} — функція знаку.
{\displaystyle (1-z)^{\beta }={\frac {2^{2\alpha +\beta }}{\sqrt {\pi }}}\Gamma (\alpha )\Gamma \left(\alpha +\beta +{\tfrac {1}{2}}\right)\sum _{k=0}^{\infty }{\frac {(k+\alpha )(-\beta )_{k}}{\Gamma (k+2\alpha +\beta +1)}}C_{k}^{(\alpha )}(z),\quad -\beta <(\alpha +1)/2,\,{\text{при}}\,\alpha >0;\quad -\beta <{\tfrac {1}{2}}+\alpha ,\,{\text{при}}\,-{\tfrac {1}{2}}<\alpha <0.}
Двовимірні розвинення:
{\displaystyle \exp(ixy)=\Gamma (\alpha )\left({\tfrac {y}{2}}\right)^{-\alpha }\sum _{k=0}^{\infty }i^{k}(k+\alpha )J_{k+\alpha }(y)C_{k}^{(\alpha )}(x),\quad \alpha >0,}
де {\displaystyle J_{n}(y)} — функція Бесселя першого роду.
{\displaystyle (1-x^{2})^{\tfrac {1-2\alpha }{4}}(1-y^{2})^{\tfrac {1-2\alpha }{4}}={\frac {\Gamma ^{2}(\alpha )}{\pi 2^{1-2\alpha }}}\sum _{k=0}^{\infty }{\frac {k!(k+\alpha )}{\Gamma (k+2\alpha )}}C_{k}^{(\alpha )}(x)C_{k}^{(\alpha )}(y).}

## Представлення через суми та ряди
Поліноми Ґеґенбауера {\displaystyle C_{n}^{(\alpha )}(z)} можна записати у вигляді суми по степенях {\displaystyle z} або {\displaystyle \alpha } за відповідними формулами:
{\displaystyle C_{n}^{(\alpha )}(z)=\sum _{k=0}^{\lfloor n/2\rfloor }{\frac {(-1)^{k}(\alpha )_{n-k}}{k!(n-2k)!}}(2z)^{n-2k},}
{\displaystyle C_{n}^{(\alpha )}(z)=\sum _{k=1}^{n}\sum _{j=0}^{\lfloor n/2\rfloor }{\frac {(-1)^{k+n}(2z)^{n-2j}s(n-j,k)}{j!(n-2j)!}}\alpha ^{k},}
де {\displaystyle s(n-j,k)} — числа Стірлінга першого роду.
Розвиненням в ряд Тейлора в околі довільної точки {\displaystyle z=z_{0}} буде скінчення сума:
{\displaystyle C_{n}^{(\alpha )}(z)=\sum _{k=0}^{n}{\frac {2^{k}(\alpha )_{k}}{k!}}C_{n-k}^{(\alpha +k)}(z_{0})(z-z_{0})^{k}.}

## Інтегральне представлення
Поліноми Ґеґенбауера допускають інтегральне представлення: 
через інтеграл по дійсній змінній:
{\displaystyle C_{n}^{(\alpha )}(z)={\frac {2^{1-2\alpha }\pi \Gamma (n+2\alpha )}{n!(n+\alpha )[\Gamma (\alpha )]^{2}}}\int _{0}^{\pi }(z+\cos t\cdot {\sqrt {z^{2}-1}})^{n}(\sin t)^{2\alpha -1}dt,}
через контурний інтеграл:
{\displaystyle C_{n}^{(\alpha )}(z)={\frac {1}{2\pi i}}\int _{\gamma }{\frac {du}{u^{n+1}(1-2zu+u^{2})^{\alpha }}},}
де {\displaystyle \gamma } — довільний контур в комплексній області, що містить одиничний круг.
Ряд інших інтегральних тотожностей:
{\displaystyle \int C_{n}^{(\alpha )}(z)dz={\frac {1}{2(\alpha -1)}}C_{n+1}^{(\alpha -1)}(z)+C,}
{\displaystyle \int C_{n}^{({\tfrac {3}{2}})}(z)dz=P_{n+1}(z)+C,\quad \int C_{n}^{(2)}(z)dz={\tfrac {1}{2}}U_{n+1}(z)+C,}
{\displaystyle \int (1-z^{2})^{\alpha -{\tfrac {1}{2}}}C_{n}^{(\alpha )}(z)dz=-{\frac {2\alpha (1-z^{2})^{\alpha +{\tfrac {1}{2}}}}{n(n+2\alpha )}}C_{n-1}^{(\alpha +1)}(z)+C.}

## Асимптотична поведінка
Наведені формули характеризують поведінку поліномів Ґеґенбауера в околі різних значень параметра {\displaystyle \alpha } та змінної {\displaystyle z}:
{\displaystyle C_{n}^{(\alpha )}(z)\approx {\frac {2^{n}{\sqrt {\pi }}\Gamma (\alpha +{\tfrac {1}{2}})}{\Gamma (\alpha )\Gamma ({\tfrac {1-n}{2}})n!}}(1+O(z));\qquad C_{n}^{(\alpha )}(z)\approx {\frac {\Gamma (2\alpha +n)}{\Gamma (2\alpha )n!}}(1+O(z-1)),\quad -\alpha -{\tfrac {1}{2}}\neq \mathbb {N} ;}
{\displaystyle C_{n}^{(\alpha )}(z)\approx {\frac {(-1)^{n}(2\alpha )_{n}}{n!}}(1+O(z+1));\qquad C_{n}^{(\alpha )}(z)\approx {\frac {2^{n}z^{n}(\alpha )_{n}}{n!}}\left(1+O\left({\frac {1}{z^{2}}}\right)\right);}
{\displaystyle C_{n}^{(\alpha )}(z)\approx C_{n}^{(0)}(z)\alpha (1+O(\alpha )),\quad n>0;\qquad C_{n}^{(\alpha )}(z)\approx {\frac {(2z)^{n}\alpha ^{n}}{n!}}\left(1+O\left({\frac {1}{\alpha }}\right)\right).}

## Нерівності та оцінки
Справедливі такі оцінки:
{\displaystyle \max _{-1\leq z\leq 1}|C_{n}^{(\alpha )}(z)|=C_{n}^{(\alpha )}(1)={\frac {(2\alpha )_{n}}{n!}},\quad \alpha >0}
{\displaystyle \max _{-1\leq z\leq 1}|C_{2m}^{(\alpha )}(z)|=|C_{2m}^{(\alpha )}(0)|=\left|{\frac {(\alpha )_{m}}{m!}}\right|,\quad -m<\alpha <0,\quad \alpha \neq \mathbb {Z} ,}
{\displaystyle \max _{-1\leq z\leq 1}|C_{2m+1}^{(\alpha )}(z)|<{\frac {2|(\alpha )_{m+1}|}{m!{\sqrt {(2m+1)(2m+2\alpha +1)}}}},\quad -m-{\tfrac {1}{2}}<\alpha <0,\quad \alpha \neq \mathbb {Z} ,}
{\displaystyle (1-z^{2})^{\alpha }|C_{n}^{(\alpha )}(z)|<\left({\frac {n}{2}}\right)^{\alpha }{\frac {1}{\Gamma (\alpha )}},\quad 0<\alpha <1,\quad z\in [-1,1].}
При {\displaystyle z\geq -1,\,\alpha \geq 1/4} справедлива наступна нерівність:
{\displaystyle \sum _{j=0}^{n}{\frac {C_{j}^{(\alpha )}(z)}{2\alpha +j-1 \choose j}}\geq 0,\qquad {2\alpha +j-1 \choose j}={\frac {(2\alpha +j-1)(2\alpha +j-2)(2\alpha +j-3)\cdots (2\alpha )}{j(j-1)(j-2)\cdots 1}}.}

## Поліноми Ґеґенбауера від косинуса полярного кута
Поліном Ґеґенбауера від косинуса полярного кута {\displaystyle \theta } може бути представлений у вигляді суми
{\displaystyle C_{n}^{(\alpha )}(\cos \theta )=\sum _{k=0}^{n}{\frac {(\alpha )_{k}(\alpha )_{n-k}}{k!(n-k)!}}\cos((n-2k)\theta ),}
або через інтеграл від дійсного параметра:
{\displaystyle C_{n}^{(\alpha )}(\cos \theta )={\frac {2^{\alpha }\Gamma (\alpha +{\tfrac {1}{2}})(2\alpha )_{n}}{n!\Gamma (\alpha ){\sqrt {pi}}}}\int _{0}^{\theta }{\frac {\cos((n+\alpha )\phi )}{(\cos \phi -\cos \theta )^{1-\alpha }}}d\phi .}
Зауваження. Наведені вище формули справедливі для косинуса взагалі, без прив'язки до сферичної системи координат.
При повороті точки заданої в сферичній системі координатами {\displaystyle (r,\theta ,\varphi )} на кут нутації {\displaystyle \beta } новий кут {\displaystyle \theta ^{\prime }} визначається рівністю
{\displaystyle \cos \theta ^{\prime }=\cos \theta \cos \beta +\sin \theta \sin \beta \cos \varphi .}
Справедлива формула додавання:
{\displaystyle C_{n}^{(\alpha )}(\cos \theta ^{\prime })=\sum _{k=0}^{n}{\frac {(\alpha )_{k}(n-k)!}{(\alpha +{\tfrac {1}{2}})_{k}(2k+2\alpha )_{n-k}}}\sin ^{k}\theta \,\sin ^{k}\beta \,C_{n-k}^{(\alpha +k)}(\cos \theta )\,C_{n-k}^{(\alpha +k)}(\cos \beta )\,C_{k}^{(\alpha +{\tfrac {1}{2}})}(\cos \varphi )}
або
{\displaystyle C_{n}^{(\alpha )}\left(xy+\gamma {\sqrt {(1-x^{2})(1-y^{2})}}\right)=\sum _{k=0}^{n}{\frac {(\alpha )_{k}(n-k)!}{(\alpha +{\tfrac {1}{2}})_{k}(2k+2\alpha )_{n-k}}}(1-x^{2})^{k/2}\,(1-y^{2})^{k/2}\,C_{n-k}^{(\alpha +k)}(x)\,C_{n-k}^{(\alpha +k)}(y)\,C_{k}^{(\alpha +{\tfrac {1}{2}})}(\gamma )}
після заміни {\displaystyle x=\cos \theta ,y=\cos \beta ,\gamma =\cos \varphi }.

## Випадок комплексного аргументу
Симетрія відносно операції комплексного спряження:
{\displaystyle C_{n}^{({\bar {\alpha }})}({\bar {z}})={\overline {C_{n}^{(\alpha )}(z)}}.}
Якщо {\displaystyle z=x+iy}, де {\displaystyle x} і {\displaystyle y} — дійсні змінні ({\displaystyle \alpha } також дійсне), то дійсна та уявна частини поліномів Ґеґенбауера можуть бути записані в такому вигляді:
{\displaystyle {\rm {Re}}\left[C_{n}^{(\alpha )}(x+{\rm {i}}y)\right]=\sum _{k=0}^{\lfloor n/2\rfloor }{\frac {(-1)^{k}2^{2k}(\alpha )_{2k}}{(2k)!}}\;C_{n-2k}^{(2k+\alpha )}(x)\;y^{2k},}
{\displaystyle {\rm {Im}}\left[C_{n}^{(\alpha )}(x+{\rm {i}}y)\right]=\sum _{k=0}^{\lfloor (n-1)/2\rfloor }{\frac {(-1)^{k}2^{2k+1}(\alpha )_{2k+1}}{(2k+1)!}}\;C_{n-2k-1}^{(2k+\alpha +1)}(x)\;y^{2k+1}.}

## Застосування
Поліноми Ґеґенбауера природно виникають як узагальнення поліномів Лежандра у теорії потенціалу та гармонічному аналізі. А саме, ньютонівський потенціал в {\displaystyle \mathbb {R} ^{n}} допускає такий розклад:
{\displaystyle {\frac {1}{|\mathbf {x} -\mathbf {y} |^{n-2}}}=\sum _{k=0}^{\infty }{\frac {|\mathbf {x} |^{k}}{|\mathbf {y} |^{k+n-2}}}C_{k}^{(\alpha )}(\mathbf {x} \cdot \mathbf {y} ),\qquad \alpha ={\frac {n-2}{2}},\quad \mathbf {x} \cdot \mathbf {y} =x_{1}y_{1}+\cdots +x_{n}y_{n},\quad \mathbf {x} ,\mathbf {y} \in \mathbb {R} ^{n}.}
Зокрема, при {\displaystyle n=3} ця формула дає розклад гравітаційного потенціалу по поліномах Лежандра.
Подібні розвинення мають місце для інтегрального ядра у формулі Пуассона для кулі (див. Stein & Weiss, 1971).
Поліноми Ґеґенбауера виникають при знаходженні власних функцій кутової частини {\displaystyle n}-вимірного оператора Лапласа і, відповідно, входять до виразу для багатовимірних сферичних (ультрасферичних) гармонік:
{\displaystyle Y_{l}(\Theta )=e^{im_{n-1}\theta _{n-1}}\prod _{k=1}^{n-2}\sin ^{m_{k}}(\theta _{k})C_{m_{k-1}-m_{k}}^{(m_{k}+(n-k)/2)}(\cos \theta _{k}),}
де {\displaystyle \Theta =(\theta _{1},\ldots ,\theta _{n-1})} — кутові координати в {\displaystyle n}-вимірній сферичній системі координат,
{\displaystyle m_{1}=l,\quad l\geq m_{2}\geq m_{3}\geq \ldots \geq m_{n-1}\geq 0,\quad l=0,1,2,\ldots .}
Також вони з'являються у імпульсному зображенні  хвильової функції атома водню:
{\displaystyle \phi (p,\vartheta _{p},\varphi _{p})={\sqrt {{\frac {2}{\pi }}{\frac {(n-l-1)!}{(n+l)!}}}}n^{2}2^{2l+2}l!{\frac {n^{l}p^{l}}{(n^{2}p^{2}+1)^{l+2}}}C_{n-l-1}^{(l+1)}\left({\frac {n^{2}p^{2}-1}{n^{2}p^{2}+1}}\right)Y_{l}^{m}({\vartheta _{p},\varphi _{p}}),}
де {\displaystyle p} — одиниці {\displaystyle \hbar /a_{0}^{*}}, {\displaystyle a_{0}^{*}} — радіус Бора атома водню, {\displaystyle Y_{l}^{m}} — сферичні гармоніки.
Також поліноми Ґеґенбауера через відповідні ультрасферичні гармоніки пов'язані з представленнями спеціальної ортогональної групи {\displaystyle SO(n)}.